# کوه تایری
کوه تایری (به انگلیسی: Mount Tyree) کوهی بلند به ارتفاع ۴۸۵۲ متر واقع در رشته‌کوه سنتینل در کوهستان الس‌ورث در جنوبگان است. این کوه در فاصلهٔ ۸ مایلی شمال غربی توده وینسون و نزدیک به یخسار رونه قرار دارد. تایری یکی از کوه‌های فهرست هفت قله دوم را تشکیل می‌دهد و پس از تودهٔ وینسون دومین کوه مرتفع جنوبگان است.

## اکتشاف و نام‌گذاری
این کوه در ژانویهٔ ۱۹۵۸ و در طی پروازهای شناسایی اسکادران VX-6 نیروی دریایی آمریکا کشف و به افتخار دریابان دیوید ام تایری، فرماندهٔ نیروی پشتیبانی نیروی دریایی آمریکا در جنوبگان، کوه تایری نامیده شد.